# Hypographe

Hypographe de

Cet article court présente un sujet plus développé dans : Fonction convexe.
Soit {\displaystyle f} une fonction définie sur un ensemble {\displaystyle \mathbb {E} } à valeurs dans la droite réelle achevée {\displaystyle {\bar {\mathbb {R} }}:=\mathbb {R} \cup \{-\infty ,+\infty \}}. L'hypographe de {\displaystyle f} est l'ensemble noté {\displaystyle \operatorname {hyp} \,f} et défini par
{\displaystyle \operatorname {hyp} \,f:=\{(x,\alpha )\in \mathbb {E} \times \mathbb {R} :f(x)\geqslant \alpha \}.}
L'hypographe strict de {\displaystyle f} est l'ensemble noté {\displaystyle \operatorname {hyp} _{s}\,f} et défini par
{\displaystyle \operatorname {hyp} _{s}\,f:=\{(x,\alpha )\in \mathbb {E} \times \mathbb {R} :f(x)>\alpha \}.}

## Exemples d'utilisation
L'hypographe permet de transférer aux fonctions des notions définies pour les ensembles. Par exemple, si {\displaystyle \mathbb {E} } est un espace vectoriel, l'application {\displaystyle f:\mathbb {E} \to {\bar {\mathbb {R} }}} est concave si son hypographe est convexe.